# Nueva Ética
Nueva Ética es una banda argentina de hardcore punk, que tiene sus orígenes en el año 1998, en Buenos Aires. Forma parte de la escena underground del Buenos Aires Hardcore, y es reconocida por su filosofía Straight Edge y Vegan.

## Historia

### Inicios yMomento de la Verdad(1998-2001)
La banda empezó en 1998, sus miembros fueron parte de bandas de hardcore como Vieja escuela, Autocontrol, Eternidad, Sudarshana y Mostomalta. Un año después realizaron su primera grabación titulada Momento de la Verdad. Ese año recorrieron Argentina, Brasil, Chile y Uruguay.

### La Venganza de los Justos(2002-2005)
Cambiaron uno de los cantantes durante ese periodo, el nuevo miembro grabó La Venganza de los Justos. Pero poco después de la grabación el nuevo chico salió y regresaron de nuevo con su antigua alineación con la cual siguen actualmente. Su álbum se vendió en Argentina, Brasil, EE. UU., México, Guatemala, Costa Rica, Colombia, Perú, Chile, Uruguay, Japón y toda Europa.
En el 2003, la banda visita el continente europeo por primera vez, en países como Alemania, Bélgica, Polonia, Austria, Francia, España, República Checa, realizando presentaciones en los festivales "Ieper Fest" (Bélgica), "Hellfire Fest" (Alemania), "Fluff Fest" (República Checa) compartiendo el escenario con importantes bandas como Liar, Integrity, All Out War, Maroon, Heaven Shall Burn, entre otros.

### Inquebrantable(2006-2008)
Después de tres años sin lanzar, y cinco meses en estudio, la banda finalizó lo que sería el proyecto más ambicioso de su carrera, Inquebrantable. grabado en el Estudio MCP por Martín Carrizo (baterista de la banda A.N.I.M.A.L.) en Argentina, a cargo acerca de la grabación, el sonido y participación como músico invitado. La mezcla y el masterizado se realiza en el AntFarm Studios de Dinamarca, la producción queda a cargo de Tue Madsen (productor de bandas como Sick of It All, Heaven Shall Burn, Born from Pain, Caliban, Mnemic, etc.). Este proyecto se logró gracias a la participación de sellos como Liberación (Brasil), Vegan (Argentina), New Eden (EE. UU.) y Alveran (Alemania).
En 2006, Nueva Ética comenzó una gira mundial, comenzando por Sudamérica (Brasil y Chile) y Europa nuevamente. Esta vez, contratados por la agencia "Avocado Booking". En esta gira recorrieron veinte países, cincuenta ciudades, cincuenta y ocho shows en total teniendo así la oportunidad de participar en varios festivales europeos como "Pressure Fest" (Alemania), "Fluff Fest"(República Checa), "Frederica Fest" (Dinamarca), "Burning Season Fest" (Austria) "Hc Festival City Of Sin" (Italia) y otras fechas en las que la banda fue cabecera de cartel.
En el 2007, la banda retornó a Buenos Aires, donde la banda compartió escenario con Heaven Shall Burn, Caliban y Terror, después, estuvieron de gira por Hispanoamérica.

### 3L1T3 (2008)
El 2008 es un año de celebración para Nueva ética, cumpliendo 10 años de actividad, luego de arrancar un año con una doble función por agotamiento de capacidad, la banda festejo sus 10 años con un Roxy a pleno con mil personas y lanzaron un nuevo disco, 3L1T3, esta vez producido por Tue Madsen y con la participación de Martín Carrizo en batería.

### Separación, reunión y nuevo material (2013-presente)
En 2013, el grupo hizo paro indefinido en el cual los integrantes tomaron distintos caminos musicales y personales.
El 15 de marzo de 2015, el grupo hizo un único show en Buenos Aires, Argentina.
En 2019. los álbumes Momento de la Verdad, La Venganza de los Justos e Inquebrantable fueron relanzados en vinilo a través del sello Vegan Records. En abril, el vocalista Gerardo Villalobos ingreso al grupo Locked Inside, un grupo de Nueva York formado por miembros de las bandas Mouthpiece y Youth of Today. En julio, se anunció la salida de un nuevo EP llamado La Conquista, en el cual se incluyen apariciones de miembros de las bandas Earth Crisis, Heaven Shall Burn, Merauder y Year of the Knife.

## Miembros
Miembros actuales
- Gerardo Villalobos – voz
- Alberto "Betoxxx" Vicente – voz
- Javier Casas – guitarras
- Lisandro "Pitbull" Guerra – guitarras
- Javier Suárez – bajo, coros
- Emilio "Coki" Ponti – batería

Miembros anteriores
- Mariano "Punga" Safe – voz
- Manolo Jofré – voz
- Ezequiel "Eke" Asco – voz
- Diego Sartor – guitarras
- Patricio "Pato Most Wanted" – bajo
- Javier "Mojarra" Santa Cruz – bajo
- Bruno "Melón" Bordón – batería
- Pablo Nuñez – batería

## Discografía
- Momento de la Verdad (1999)
- La Venganza de los Justos (2002)
- Inquebrantable (2006)
- 3L1T3 (2008)
- Esto es Sudamérica (DVD, 2012)
- La Conquista (EP, 2019)